# Boonea impressa
Boonea impressa är en snäckart som först beskrevs av Thomas Say 1822.  Boonea impressa ingår i släktet Boonea och familjen Pyramidellidae. Inga underarter finns listade i Catalogue of Life.